# Kuwaitische Streitkräfte

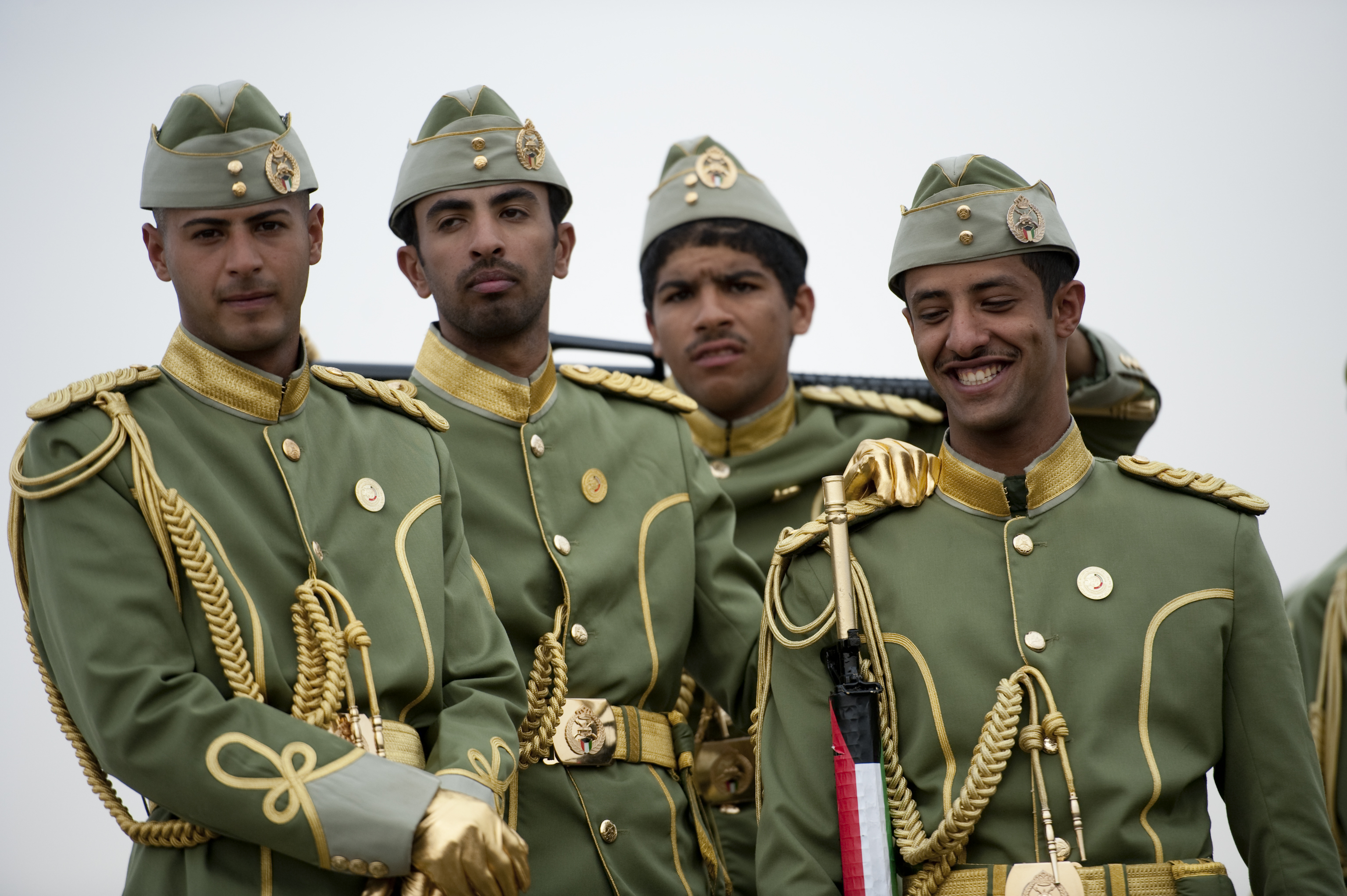
Kuwaitische Soldaten vor der Militärparade zum Nationalfeiertag

Die kuwaitischen Streitkräfte bilden das 17.500 Soldaten (Stand: 2020) starke Berufsmilitär des Emirates Kuwait, das sich in die Teilstreitkräfte Heer, Luftwaffe, Marine und Nationalgarde gliedert. Die Nationalgarde verfügt zusätzlich über 6.600 Soldaten.

## Allgemeines
Kuwait gab 2020 knapp 6,5 Prozent seiner Wirtschaftsleistung oder 6,941 Milliarden US-Dollar für seine Streitkräfte aus. Die Verteidigungsausgaben als Anteil der Wirtschaftsleistung gehören zu den höchsten der Welt.
Die Wehrpflicht wurde im Mai 2017 wiedereingeführt, nachdem sie 2001 ausgesetzt wurde. Die Wehrpflicht muss für ein Jahr abgeleistet werden (4 Monate Ausbildung und 8 Monate Dienst) und ist für Männer von 18–35 Jahren verpflichtend.
Im  Jahr 2021 gab es rund 24.000 Reservisten. Im selben Jahr wurden Frauen als Soldatinnen zugelassen.

## Heer
Dem divisionsstarken Oberkommando des kuwaitischen Heeres sind unterstellt:
- drei Panzerbrigaden,
- zwei Brigaden Mechanisierte Infanterie,
- eine Mechanisierte Aufklärungsbrigade,
- eine Artilleriebrigade,
- eine Pionierbrigade,
- ein Bataillon Militärpolizei
- eine Reservebrigade,
- die Amiri-Gardebrigade,
- die Spezialeinheit,
- ein Brigade Kommandokräfte,
- eine Logistiktruppe,
- ein Feldlazarett

### Ausrüstung
An Ausrüstung sind vorhanden:

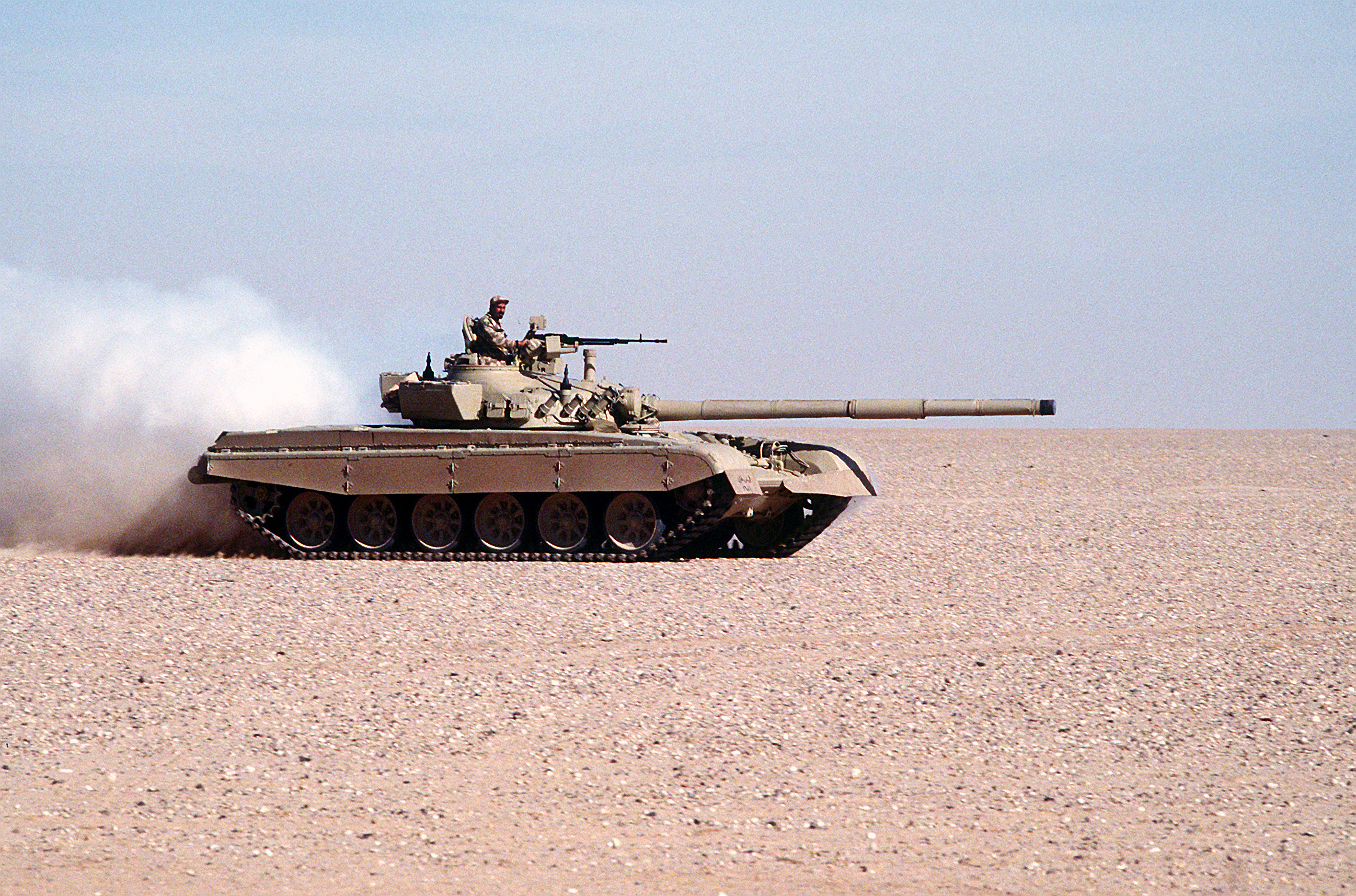
Kuwaitischer M-84AB

- Kampfpanzer (75 M-84AB (75 weitere eingelagert), 218 M1-A2-Abrams),
- Schützenpanzer (76 BMP-2, 122 BMP-3, 103 BMP-3M, 236 Desert Warrior),
- gepanzerte Mannschaftstransporter (230 M113 A2, 30 M577, 40 Fahd (eingelagert), 12 TPz 1 „Fuchs“ (ABC-Variante), 118 Sherpa Light),
- Bergepanzer (19 Bergepanzer 1, Typ 653, Warrior),
- Aardvark JSFU-Minenräumpanzer,
- Geschütze auf Selbstfahrlafetten (51 155-mm-PLZ 45, 37 155-mm-M109A3, 18 155-mm-GCT (eingelagert), 18 155-mm-F-3),
- 27 300-mm-9A52 „Smerch“-Mehrfachraketenwerfer,
- Granatwerfer und Mörser (60 81-mm-M8-LR, ca. 12 120-mm-RT-F1, 6 107-mm-M-30),
- Panzerabwehrwaffen (84 mm „Carl Gustav“-Panzerbüchsen, TOW-2 66 Stück auf HMMWV, 8 M-901 ITV (TOW/-2), 9K135 Kornet),
- Flugabwehrraketen (Starburst, FIM-92 Stinger).

## Luftstreitkräfte
Die Luftstreitkräfte bestanden 2020 aus 2.500 Soldaten.

## Marine

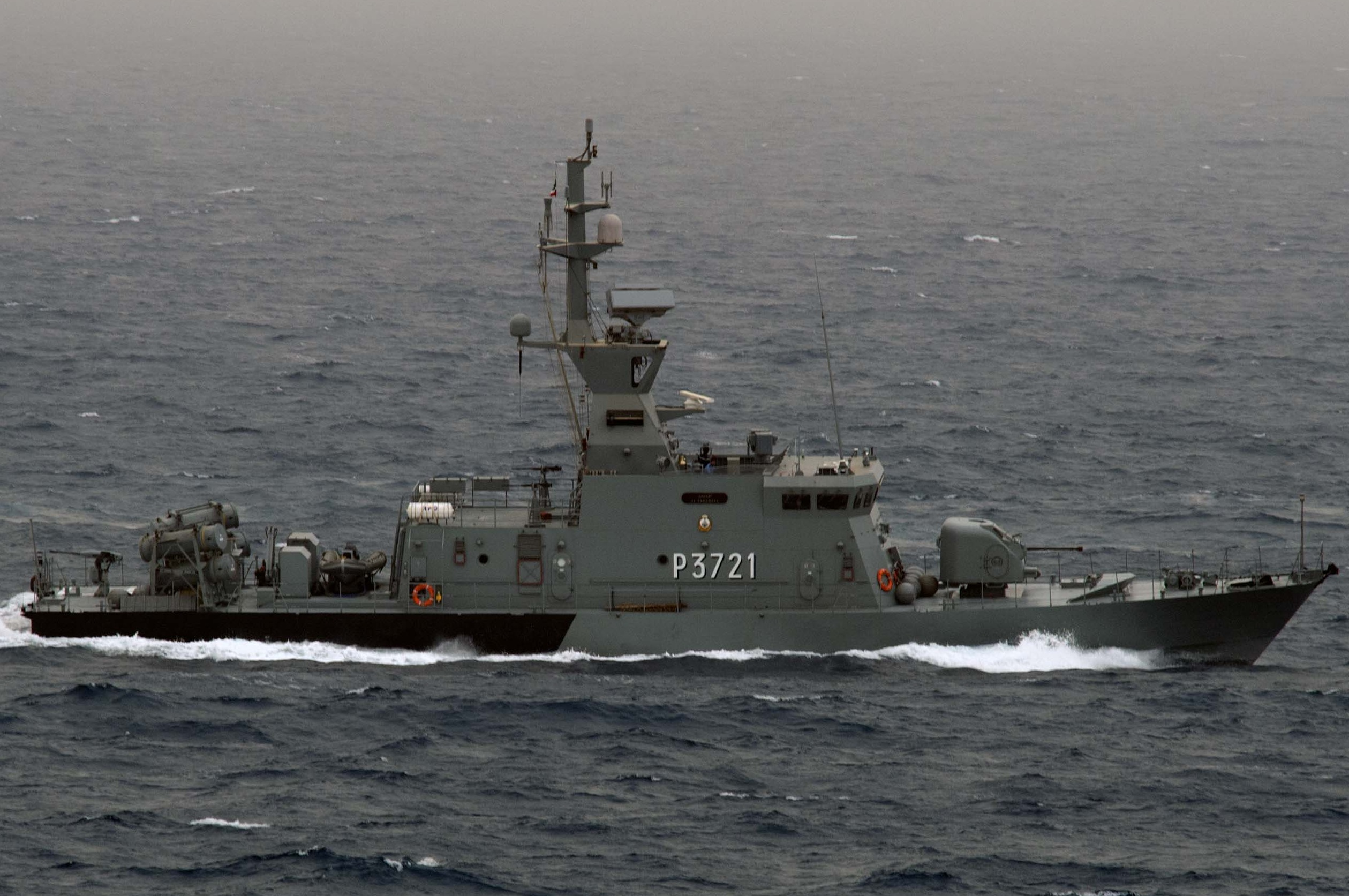
Kuwaitisches Schnellboot

Die kuwaitische Marine besteht aus 1.500 Soldaten, zusätzlich besteht noch die kuwaitische Küstenwache mit 500 Angehörigen, die der Marine unterstellt ist. Die Marine ist in Ras Al Qalayah stationiert und verfügt über folgende Schiffe:
| Klasse       | Herkunft                     | Funktion        | Anzahl | Schiffe                                                                                 | Schiffe                                                     |
| Klasse       | Herkunft                     | Funktion        | Anzahl | Name                                                                                    | Kennung                                                     |
| ------------ | ---------------------------- | --------------- | ------ | --------------------------------------------------------------------------------------- | ----------------------------------------------------------- |
| TNC-45       | Deutschland                  | Schnellboot     | 1      | Al Sanbouk                                                                              | P4505                                                       |
| FPB-57       | Deutschland                  | Schnellboot     | 1      | Istiqlal                                                                                | P5702                                                       |
| Mk V Pegasus | Vereinigte Staaten           | Patrouillenboot | 10     | Al Nokheta Bubiyan Kubbar Bayan Al Shoaie Al Saffar Al Seep Al Bateel Al Tawash Al Boom | P2701 P2703 P2705 P2707 P2709 P2711 P2713 P2715 P2717 P2719 |
| P-37 BRL     | Frankreich                   | Patrouillenboot | 8      | Um Almaradim Ouha Failaka Maskan Al Ahmadi Al Fahaheel Al Saadi Garoh                   | P3711 P3713 P3715 P3717 P3719 P3721 P3723 P3725             |
| 64 m         | Vereinigte Arabische Emirate | Landungsschiff  | 2      |                                                                                         | L6401 L6402                                                 |
| 42 m         | Vereinigte Arabische Emirate | Landungsschiff  | 1      | Sabhan                                                                                  | L4201                                                       |
| 16 m         | Vereinigte Arabische Emirate | Landungsschiff  | 5      |                                                                                         | L1601 L1602 L1603 L1604 L1605                               |
|              |                              | Hilfsschiff     | 1      | Sawahil                                                                                 |                                                             |

### Küstenwache
Die 500 Mann starke Kuwaitische Küstenwache unterhält in Shuwaikh, Umm Al-Hainan, Al-Bida Stützpunkte.
Die Flotte umfasst:
- Küstenwachboote:
  - 16 P46 PBF-Klasse
  - 4 INTTISAR (OPV 310) PBse-Klasse
  - 10 SUBAHI PB-Klasse
  - 3 AL SHAHEED PB-Klasse
  - 3 PBR-Klasse
  - 33 AL SHAALI PBF-Klasse
  - 12 MANTA PBF-Klasse
  - 6 COUGAR ENFORCER PBF-Klasse
  - 17 COUGAR PBF-Klasse
- Landungsboote:
  - 2 AL TAHADDY LCU-Klasse
  - 1 L404 LCU-Klasse
  - 1 LOADMASTER Mk. 2 LCU-Klasse
- Unterstützungsschiffe:
  - 1 SAWAHIL AGH-Klasse

## Nationalgarde
Die 6.600 Mann starke kuwaitische Nationalgarde gliedert sich in drei Infanteriebataillone, ein (leicht) gepanzertes Transportbataillon, ein Bataillon Spezialeinsatzkräfte und ein Militärpolizeibataillon.
Sie verfügt über 20 VBL, 70 Pandur-Panzer, 22 S-600 und acht Condor 2.